# Canoagem nos Jogos Pan-Americanos de 2011 - K-2 1000 m masculino
A competição do K-2 1000 metros masculino foi um dos eventos da canoagem nos Jogos Pan-Americanos de 2011. Foi disputada na Pista de Remo e Canoagem, em Ciudad Guzmán, no dia 28 de outubro.

## Calendário
Horário local (UTC-6).
| Data          | Horário | Fase  |
| ------------- | ------- | ----- |
| 28 de outubro | 11:00   | Final |

## Medalhistas
| Ouro   | CAN Richard Dessureault-Dober e Steven Jorens   |
| Prata  | CUB Jorge García e Reinier Torres               |
| Bronze | ARG Pablo de Torres e Roberto Geringer Sallette |

## Resultados

### Final
| Pos.              | Canoísta                                   | País               | Tempo    | Obs. |
| ----------------- | ------------------------------------------ | ------------------ | -------- | ---- |
| Medalha de ouro   | Richard Dessureault-Dober, Steven Jorens   | CAN Canadá         | 3:17.230 |      |
| Medalha de prata  | Jorge García, Reinier Torres               | CUB Cuba           | 3:19.158 |      |
| Medalha de bronze | Pablo de Torres, Roberto Geringer Sallette | ARG Argentina      | 3:19.599 |      |
| 4                 | Roberto Maehler, Celso Oliveira            | BRA Brasil         | 3:19.959 |      |
| 5                 | Osbaldo Fuentes, Javier López              | MEX México         | 3:22.350 |      |
| 6                 | Yojan Cano, Locadio Pinto                  | COL Colômbia       | 3:28.988 |      |
| 7                 | Jacob Michael, Luke Michael                | USA Estados Unidos | 3:30.577 |      |
| 8                 | Richard Girón, Kevin Rivas                 | GUA Guatemala      | 3:48.713 |      |